# Duisburger Ruderverein
Der Duisburger Ruderverein ist ein Sportverein aus Duisburg.

## Geschichte und Lage
Die Ruhrorter Rudergesellschaft wurde am 28. Juli 1897 gegründet. Das Ruderrevier lag im damals noch selbständigen Ruhrort.
Ab 1909 ruderten die Duisburger beim Duisburger Yachtclub. Aus dieser Ruderriege ging 1910 der Wassersportverein Duisburg hervor. Das erste Bootshaus entstand an der Ruhrmündung.
Am 23. November 1946 schlossen sich die Ruhrorter RG und der WSV Duisburg zum Duisburger Ruderverein zusammen. Beide Bootshäuser waren durch den Zweiten Weltkrieg schwerbeschädigt. Das neue Bootshaus entstand dann im heutigen Sportpark Duisburg an der Regattabahn Duisburg.
1956 übernahm der Duisburger Ruderverein die Patenschaft für den am 27. März 1902 gegründeten Ruderverein Prussia Königsberg, dessen überlebende Mitglieder über das ganze Bundesgebiet verstreut lebten. Seit 1966 vergibt der Duisburger Rudervein den Prussia-Preis an besonders verdiente Vereinsmitglieder. Jedes Mitglied kann den Preis nur einmal im Leben erhalten.

## Bekannte Sportler
Ingrid Scholz war von 1951 bis 1956 Deutsche Meisterin im Einer, 1956 wurde sie Europameisterin im Einer, 1957 gewann sie im Doppelzweier Bronze zusammen mit der Weselerin Ursula Vogt. Insgesamt erruderte Ingrid Scholz zehn deutsche Meistertitel. 1972 gewannen Ute Meyer und Marlies Schätze Bronze im Doppelvierer.
Die erste Weltmeisterschaftsmedaille für den Duisburger Ruder-Verein gewann 1990 Carsten Krüger mit Silber im Leichtgewichts-Doppelzweier zusammen mit dem Würzburger Peter Müller. Von 2009 bis 2011 erruderte Lena Müller zweimal Weltmeisterschaftsgold und einmal Bronze. Sie wechselte dann nach Ulm, und ruderte für den Ulmer Ruder-Club. Sie ist aber weiterhin Vereinsmitglied in Duisburg. Stefan Wallat gewann 2014 und 2015 Weltmeisterschaftsgold, nachdem er bereits 2011 Silber erkämpft hatte.